# Monumentul lui G. C. Cantacuzino
Monumentul lui G. C. Cantacuzino a fost ridicat în memoria lui George C. Cantacuzino-Râfoveanu (1845-1898), fost om politic român, fost ministru de finanțe și director al ziarului liberal Voința Națională și se află în București, la intrarea în parcul Grădina Icoanei dinspre Piața Gh. Cantacuzino. A fost realizat de Ernest Henri Dubois (1863-1930), un sculptor de origine franceză, figură de seamă a neoclasicismului francez, care a studiat la Școala națională de Arte frumoase din Paris cu Alexandre Falguière.
La inaugurare, monumentul a fost instalat în fosta Piață a Icoanei, devenită cu acel prilej Piața Gheorghe Cantacuzino, dar în 1930 monumentul a fost relocat la intrarea în Grădina Publică. Supraviețuirea în perioada comunistă a acestui bust, care omagia un fruntaș liberal, se explică prin numele pașoptiștilor înscrise pe monument.

## Mărturii istorice
În ziarul Tribuna, din Arad, nr. 223 de joi 25 noiembrie (8 decembrie) 1904, apărea un articol preluat din ziarul Voința Națională, cu știrea despre inaugurarea monumentului lui G. C. Cantacuzino, caracterizat ca fiind neprețuitul fruntaș liberal, fost ministru de finanțe și întemeietor al ziarului „Voința Națională”, unul din luptătorii neuitați al partidului național-liberal, a cărui amintire rămas-a neștearsă și eternă în inimile tuturor Românilor:
Monumentul e ridicat pe piața G. C. Cantacuzino (mai înainte Icoana); bustul foarte reușit e turnat în bronz de distinsul sculptor francez Ernest Dubois, autorul monumentului lui Ion C. Brătianu și al lui G. D. Pallade. Soclul e făcut din piatră de Vratza de către sculptorul român Gheorghe Boboc.

La baza soclului este o figură turnată în bronz: o femee care reprezintă presa ținând in mâna dreaptă o pană iar în cea stângă o carte deschisă pe care se cetește cuvântul „Patrie”. Pe ambele file ale cărței sunt scrise numele: „I. Câmpinean”, frații Golescu, C. Negri, A. Panu, C. A. Rosetti, I. C. Brătianu și G. C. Cantacuzino.

La picioarele femeei care reprezintă Presa, se vede ziarul „Voința Națională” al cărui director și fondator a fost. 

Pe soclu stă scris în față : „G. C. Cantacuzino, 1845-1898”, iar în dos: „Ridicat prin subscripție publică de amicii săi politici, Creditul fonciar rural, funcționarii C. F. R., etc. etc”.

## Monument istoric
Ansamblul sculptural este înscris în Lista monumentelor istorice 2010 - Municipiul București - la nr. crt. 2283, cod LMI B-III-m-B-19968, cu denumirea (eronată) Monumentul lui Gh. Gr. Cantacuzino.